# Масканур (Моркинский район)
 Масканур  — деревня в Моркинском районе Республики Марий Эл. Входит в состав Себеусадского сельского поселения.

## География
Находится в юго-восточной части республики Марий Эл на расстоянии приблизительно 17 км по прямой на северо-запад от районного центра посёлка Морки.

## История
Основан в 1933 году как починок Н. А. Андреевым, выходцем из деревни Весьшурга. В 1959 году в деревне проживали 156 человек, большинство мари, в 1975 году 155 человек. В 1980 году в деревне находилось 32 хозяйства, проживали 160 человек. В 2003 году оставалось 25 хозяйств. В советское время работали колхозы «Масканур», "Дружба, позднее коллективное хозяйство «Лесное».

## Население
Население составляло 60 человек (мари 100 %) в 2002 году, 39 в 2010.